# اران‌لی (ایمیشلی)
اران‌لی (به لاتین: Aranlı) یک منطقهٔ مسکونی در جمهوری آذربایجان است که در شهرستان ایمیشلی واقع شده‌است. اران‌لی ۳٬۶۲۶ نفر جمعیت دارد.